# Илларионов, Валерий Васильевич
Валерий Васильевич Илларионов (2 июня 1939, Москва, РСФСР — 10 марта 1999) — космонавт-исследователь Центра подготовки космонавтов имени Ю. А. Гагарина, инженер-радиотехник (5-й набор ВВС). Почётный радист СССР. Полковник ВВС запаса. Опыта космических полётов не имел.

## Биография

### Образование и военная служба
Родился 2 июня 1939 года в Москве. Его отец был военный, поэтому он учился в разных школах. Первый класс он отучился в средней школе города Тукумс, Литовская ССР. В 1956 году окончил среднюю школу № 11 в городе Каунас. Окончив Рижский индустриальный политехникум в 1957 году, он поступил в Двинское военное авиационное радиотехническое училище ВВС, которое окончил в 1960 году. С 16 июля 1960 по август 1962 года служил в 12-м Главном управлении Министерства обороны старшим техником специальной приемки при КБ-25.
Затем Илларионов поступил в Военно-воздушную инженерную академию (ВВИА) имени Н. Е. Жуковского на радиотехнический факультет, которую он окончил в 1967 году по специальности «Радиотехнические средства пилотируемых воздушных и космических летательных аппаратов» и получил диплом военного инженера по радиотехнике. В 1967 году он работал в 20-й лаборатории ВВИА имени Н. Е. Жуковского в качестве инженера и старшего инженера.
С 17 февраля 1969 года служил в должности офицера, а с 1 апреля 1969 года, в должности старшего офицера службы «Солнце-Земля» (в/ч 64190) в аппарате Помощника Главнокомандующего ВВС по подготовке и обеспечению космических полётов.
3 января 1970 года вступил в должность старшего научного сотрудника 4-го отделения научно-исследовательского методического отдела подготовки космонавтов в Центре подготовки космонавтов имени Ю. А. Гагарина.

### Космическая подготовка
Согласно приказу Главкома ВВС № 505 от 27 апреля 1970 года он был зачислен в отряд космонавтов ЦПК ВВС на должность слушателя-космонавта. В период с 15 мая 1970 года по 6 июля 1972 года проходил общекосмическую подготовку, а 6 июля 1972 года был назначен космонавтом 2-го отдела 1-го управления.
В 1972—1975 годах он участвовал в подготовке советско-американского экспериментального полёта «Союз — Аполлон» (ЭПАС, ASTP). Поле того, как стал участником программы ЭПАС 1-го управления, вместе с американскими специалистами отрабатывал полетную документацию, и в октябре-ноябре 1974 года проходил тренировку в США в качестве космонавта-оператора связи. С 30 марта 1976 года стал участником международных космических программ. В период с 1975—1979 годы участвовал в испытаниях космической техники в летающей лаборатории Ту-104ЛЛ.
Будучи главным оператором связи участвовал в управлении полетами на орбитальную станцию по программе гражданских пилотируемых станций СССР «Долговременная орбитальная станция» (ДОС) — Салют-6.
В период с 1979 по 1982 год проходил подготовку к полетам на космических кораблях «Союз» и «Союз-Т» и станции ДОС «Салют» в составе группы космонавтов.
Временно был отстранен от космической подготовки по болезни в период с 1982 по 1983 год, но 22 декабря 1983 года решением Главной медицинской комиссии был восстановлен.
С 1984 по 1986 год проходил подготовку в качестве космонавта-исследователя группы космонавтов-исследователей по программе «Энергия — Буран», он так же принимал участие в исследовательской работе касательно испытаний оборудования орбитальный корабля «Буран» в условиях невесомости и гидросреде.
Он так же участвовал в испытаниях системы аварийного покидания орбитального корабля. В 1986—1990 годах принимал участие в отработке методик и испытании системы аварийного покидания орбитального корабля «Буран» на старте и после посадки, включая вакуумные испытания шлюзовой камеры.
В период с ноября 1990 по март 1992 года проходил программу подготовки стыковок «Союза-спасателя» с орбитальным кораблём «Буран» в качестве бортинженера. После расстыковки «Бурана» с Байконура должен был стартовать пилотируемый корабль «Союз ТМ», также оснащенный стыковочным агрегатом АПАС-89. Он исследовал систему этого корабля.
В 1990—1991 годы участвовал в испытаниях скафандра «Стриж» для пилотов «Бурана» и благодаря Илларионову, скафандр был модернизирован. В 1992 году принимал участие в испытаниях стыковочного модуля орбитального корабля «Буран».
30 октября 1992 года был отчислен из отряда космонавтов.

## Награды
- Почётный радист СССР.
- Орден Красной Звезды (1976) — за участие в программе «Союз — Аполлон»
- Медаль «За отличие в воинской службе» II степени

## Воинское звание
- Техник-лейтенант (16.07.1960)
- Старший техник-лейтенант (17.08.1963)
- Инженер-капитан (29.07.1967)
- Инженер-майор (03.02.1971)
- Подполковник-инженер (07.05.1974)
- Полковник (31.05.1992)

## Смерть
Умер 10 марта 1999 года от рака костного мозга. Похоронен он на кладбище деревни Леониха, Щёлковский район, Московская область.